# 美濃加茂国際交流協会
美濃加茂国際交流協会（みのかもこくさいこうりゅうきょうかい）は美濃加茂市にある特定非営利活動法人。

## 所在地
美濃加茂市太田町2689

## 沿革
- 2008年 - NPO法人認証

## 業務内容
- 外国籍の子供に対する奨学金の供与